# Episodi di Squadra Speciale Cobra 11 (tredicesima stagione)
La tredicesima stagione della serie televisiva Squadra Speciale Cobra 11 è stata trasmessa in prima visione in Germania da RTL dal 4 settembre al 30 ottobre 2008 (secondo l'ordine di messa in onda, stagione 24 di RTL) e dal 5 marzo al 9 aprile 2009 (stagione 25). In Italia è stata trasmessa in prima visione da Rai 2 dal 25 maggio al 20 luglio 2010, seguendo l'ordine di trasmissione tedesca.
Il primo episodio, in cui Ben Jäger (Tom Beck) esordisce come nuovo compagno di Semir, ha durata doppia in quanto telefilm pilota della stagione.
| nº | Titolo originale     | Titolo italiano          | Prima TV Germania | Prima TV Italia |
| -- | -------------------- | ------------------------ | ----------------- | --------------- |
| 1  | Auf eigene Faust     | Testimone a Berlino      | 4 settembre 2008  | 25 maggio 2010  |
| 2  | Am Ende der Jugend   | Addio giovinezza         | 11 settembre 2008 | 1º giugno 2010  |
| 3  | Rabenmutter          | L'arma del ricatto       | 18 settembre 2008 | 1º giugno 2010  |
| 4  | Schattenmann         | L'uomo ombra             | 25 settembre 2008 | 15 giugno 2010  |
| 5  | Unter Druck          | Sotto pressione          | 2 ottobre 2008    | 15 giugno 2010  |
| 6  | Wer einmal lügt      | Un poliziotto per amico  | 9 ottobre 2008    | 22 giugno 2010  |
| 7  | Der Verrat           | Tradimento               | 16 ottobre 2008   | 22 giugno 2010  |
| 8  | Die Leibwächter      | La guardia del corpo     | 23 ottobre 2008   | 29 giugno 2010  |
| 9  | Begraben             | Sepolto                  | 30 ottobre 2008   | 29 giugno 2010  |
| 10 | Im Aus               | Loschi affari            | 5 marzo 2009      | 30 giugno 2010  |
| 11 | Die Braut            | La sposa                 | 12 marzo 2009     | 6 luglio 2010   |
| 12 | Genies unter sich    | Il bambino tra le stelle | 19 marzo 2009     | 6 luglio 2010   |
| 13 | Das Komplott         | Il complotto             | 26 marzo 2009     | 13 luglio 2010  |
| 14 | Die schwarze Madonna | La mappa del tesoro      | 2 aprile 2009     | 15 luglio 2010  |
| 15 | Himmelfahrtskommando | Dall'inferno al paradiso | 9 aprile 2009     | 20 luglio 2010  |

## Testimone a Berlino [- 1ª e 2ª parte]
- Titolo originale: Auf eigene Faust
- Diretto da: Axel Sand
- Scritto da: Arne Nolting, Jan-Martin Scharf

### Trama
Semir deve scortare a Berlino Harald Flashmann, il testimone chiave di un processo contro un boss della droga olandese, Sander Kalvus (Huub Stapel), sopravvissuto all'esplosione del suo elicottero causata da Semir, che ha giurato vendetta a Sander per aver ucciso Chris Ritter. Con lui c'è Ben Jäger (Tom Beck), il suo nuovo collega, figlio di un multimilionario, con il quale si crea subito una forte ostilità. Quando i sicari ingaggiati dall'avvocato di Kalvus cercano di ucciderli, i due agenti mettono da parte i dissapori e diventano una supercoppia. In ogni caso Kalvus riesce ad essere scagionato e fugge, dedicandosi nuovamente ai suoi traffici. I due vanno poi all'incontro di Kalvus con alcuni colombiani per uno scambio di droga e Ben con uno stratagemma li inganna; i trafficanti si uccidono a vicenda e gli unici sopravvissuti sono Kalvus e un suo uomo. Infine, durante uno scontro all'ultimo sangue su un camion, riescono ad arrestare Kalvus senza ucciderlo e a vendicare Chris. Adesso Semir può sentirsi meglio anche con il nuovo compagno.
- Altri interpreti: Carina Wiese (Andrea Gerkhan), Christian Tramitz (Harald Flensmann), David C. Bunners (Wegener), Huub Stapel (Sander Kalvus), Gruschenka Stevens (Nikki)
- Ascolti Italia: telespettatori 7.619.000 – share 28,62%

Nota: l'episodio, come tutti quelli a durata doppia, in Italia è stato trasmesso in prima visione integralmente, e successivamente diviso in una prima parte e in una seconda parte in occasione delle successive repliche in fascia preserale, con relativo adattamento del titolo.

## Addio giovinezza
- Titolo originale: Am Ende der Jugend
- Diretto da: Heinz Dietz
- Scritto da: Klaus Wolfertstetter, Jan-Martin Scharf

### Trama
Un uomo originario dello stesso quartiere dove è cresciuto Semir muore precipitando da un cavalcavia. Subito i sospetti si concentrano su una banda di estorsori, a carico dei quali non ci sono però prove delle loro attività illegali, a causa del timore indotto sulle vittime, che le induce a non testimoniare..
- Altri interpreti: Eralp Uzun (Cem Alady), Kerstin Thielemann (Isolde Maria Schrankmann), Mariangela Scelsi (amica di Tayfun), Tim Seyfi (Tayfun Yilmaz), Willi Herren (Mike)
- Ascolti Italia: telespettatori 9 032 000 - share 35,08%

## L'arma del ricatto
- Titolo originale: Rabenmutter
- Diretto da: Sebastian Vigg
- Scritto da: Andreas Heckmann

### Trama
Una ragazza madre, Katrin, vuole recuperare il rapporto con la figlia e, per farlo, è costretta a sfidare una potente organizzazione criminale, che vuole qualcosa dalla donna. Si scoprirà che questa misteriosa esigenza è un video posseduto da lei, nel quale sono presenti le riprese di un omicidio compiuto dai membri della stessa, e con il quale ha intenzione di ricattare l'organizzazione, nella speranza di farsi pagare lautamente, ed avere una disponibilità economica tale da permettere una vita sufficientemente agiata a lei e alla figlia. I membri del gruppo faranno di tutto per riavere il video, eliminando allo stesso tempo due scomodissime testimoni, ma l'operato di Semir e Ben scongiurerà il peggio.
- Altri interpreti: Anja Nejarri (Kathrin Petersen), Sina Tkosch (Sarah Petersen), ? (Wolkenhaut), ? (Schnider)
- Ascolti Italia: telespettatori 5 087 000 - share 12,12

## L'uomo ombra
- Titolo originale: Schattenmann
- Diretto da: Heinz Dietz
- Scritto da: Horst Wieschen

### Trama
Ben e Semir vengono coinvolti in una sparatoria mentre stanno percorrendo l'autostrada. Nel bosco oltre il cavalcavia trovano il badge insanguinato di una hostess di un'agenzia di eventi di Colonia, Nicole Topfer. Con il proseguire delle indagini, viene ritrovato il corpo di Nicole, e i due si trovano a discutere con il commissario Bohm del distretto in cui è stato ritrovato il cadavere sulla giurisdizione del corpo; ad aiutare l'autostradale arriva il sostituto procuratore Saskia Ehrbach, che poi si scoprirà essere la fidanzata di Ben. Dopo una notte passata insieme, Saskia e Ben discutono sull'uscire allo scoperto come coppia, dal momento che la loro storia è segreta, dato che Saskia è un superiore di Ben e le relazioni tra colleghi non sono gradite; Ben viene poi cacciato di casa dalla compagna, la quale il mattino seguente viene ritrovata morta nel suo salotto. Sul luogo del delitto a capo delle indagini c'è il commissario Bohm, che accusa Ben di omicidio. Ben ricorda disperato tutti i bei momenti trascorsi insieme; all'arrivo di Semir che gli comunica che deve andare in commissariato, per una deposizione spontanea, sfoga tutto il proprio rimorso per aver lasciato Saskia sola. Nel tragitto verso il commissariato, Ben riceve una telefonata da un uomo che ha visto la donna prima che venisse uccisa, e le aveva mostrato dei video hard che coinvolgevano Nicole Topfer e alcuni esponenti della polizia e della magistratura. Quando Ben e Semir arrivano sul luogo dell'incontro l'uomo viene ucciso sotto i loro occhi; i due si lanciano all'inseguimento ma vengono bloccati da Bohm e i suoi uomini. Alla fine si scopre che i tre omicidi, quello di Nicole Topfer, quello di Saskia Ehbach e dell'uomo detentore dei video, sono collegati e il mandante è il capo di uno dei vertici della magistratura del nord Reno Westfalia; Ben può così tornare in servizio, ma senza più Saskia.
- Altri interpreti: André Röhner (Bohm), Robert Giggenbach (Governatore Neumann), Simone Hanselmann (Saskia Ehrbach), Ralph Misske (Procuratore generale Hinrichs)
- Ascolti Italia: telespettatori 6 995 000 - share 15,08

## Sotto pressione
- Titolo originale: Unter Druck
- Diretto da: Heinz Dietz
- Scritto da: Horst Wieschen

### Trama
Un gioielliere viene turbato dal ritorno improvviso di un suo vecchio complice appena uscito di prigione: Thomas Sturm. Intanto Ben, durante un inseguimento, perde la pistola d'ordinanza, rubata dal ladro.
- Altri interpreti: Kerstin Thielemann (Isolde Maria Schrankmann), Katharina Abt (Pia Bauer), Stephan Kampwirth (Jörg Bauer/Jörg Akenbach), Anian Zollner (Thomas Sturm), Joel Basman (Niels Bauer)
- Ascolti Italia: telespettatori 2 441 000 - share 10,13%[2]

## Un poliziotto per amico
- Titolo originale: Wer einmal lügt
- Diretto da: Sebastian Vigg
- Scritto da: Ralf Ruland

### Trama
Semir e Ben provano ad aiutare un ragazzino che è scappato di casa convinto che il compagno della madre, Thomas Berger, sia un poco di buono. I due poliziotti gli danno ragione.
- Altri interpreti: Philipp Moog (Thomas Berger)
- Ascolti Italia: telespettatori 2 518 000 - share 9,87%[2]

## Tradimento
- Titolo originale: Der Verrat
- Diretto da: Heinz Dietz
- Scritto da: Ralf Ruland

### Trama
Un ex allievo della Engelhardt è stato ucciso da una potente organizzazione di spaccio di droga, comandata da Mario Crämer. Le indagini riveleranno che il giovane si era infiltrato nella banda e che avrebbe dovuto consegnare molto a breve le prove che avrebbero incastrato i criminali; visto il tempismo e gli avvenimenti immediatamente successivi si inizia ben presto a sospettare di una possibile talpa, fino a quando le successive scoperte degli investigatori porteranno ad un risvolto inatteso e terribile: Meyer, il vice procuratore ed ex amante della Engelhardt, potrebbe essere il traditore. 
- Altri interpreti: Michael Greiling (Robert Meyer), Sven Walser (Claus Schmidt), Annalena Duken (Claudia Arentz), Silvan-Pierre Leirich (Mario Crämer)
- Ascolti Italia: telespettatori 2 724 000 - share 11,31%[2]

## La guardia del corpo
- Titolo originale: Die Leibwächter
- Diretto da: Alexander Sascha Thiel
- Scritto da: Ingo Regenbogen

### Trama
Dopo l'addio di Anna Engelhardt, Semir e Ben si imbattono casualmente in un cecchino che credono voglia uccidere Said, un industriale facoltoso e protetto da guardie del corpo, tra le quali c'è anche Maria.
- Altri interpreti: Carolina Vera (Maria Kormann), Isabell Hertel (Giselle), Mario Irrek (Soldan Bartics), Carina Wiese (Andrea Gerkhan), Mark Zak (Kurban Siad), Juan Carlos Lopez, Kerstin Landsmann
- Ascolti Italia: telespettatori 2 047 000 - share 8,68%[2]

## Sepolto
- Titolo originale: Begraben
- Diretto da: Alexander Sascha Thiel
- Scritto da: Boris von Sychowski

### Trama
Ben viene sotterrato vivo da Wolf Mahler, da lui arrestato grazie alla testimonianza della sua ex moglie Melanie. Per Semir inizia una corsa contro il tempo per salvare il collega. 
- Altri interpreti: Sven Martinek (Wolf Mahler), Charly Hübner (Frank Lukowitz), Thomas Gimbel (Walter Seidel), Stephanie Schmidt (Melanie Mahler)
- Ascolti Italia: telespettatori 2 368 000 - share 10,23%[2]

## Loschi affari
- Titolo originale: Im Aus
- Diretto da: Heinz Dietz
- Scritto da: Andreas Heckmann

### Trama
Kim Krüger è il nuovo capo del distretto Cobra 11 ed intanto Ben e Semir vanno a casa di Susanne per informarla che la sua auto ha provocato un grave incidente. Lei, però, non ricorda nulla, se non che la sera prima ha partecipato a un party per l'inaugurazione di un parco. Sottoposta alle analisi del sangue, si scopre che è stata drogata.
- Altri interpreti: Rolf Kanies (Markus Majakowski), ? (Jonas Virt), ? (Peter Loman), Carina Wiese (Andrea Gerkhan)

- Ascolti Italia: telespettatori 2.507.000 – share 11,36%[3]

## La sposa
- Titolo originale: Die Braut
- Diretto da: Martin Scharf
- Scritto da: Jürgen Matthäi, Thomas Retzbach

### Trama
La sorella di Ben viene rapita durante il proprio ricevimento di nozze. All'inizio l'ispettore e il collega pensano si tratti di uno scherzo, ma ben presto dovranno ricredersi.
- Altri interpreti: Joyce Ilg (Julia Jäger), Max Volkert Martens (Konrad Jäger), ? (Peter), ? (Sven)
- Ascolti Italia: telespettatori 2.300.000 – share 9,63%[4]

## Il bambino tra le stelle
- Titolo originale: Genies unter sich
- Diretto da: Heinz Dietz
- Scritto da: Arne Nolting, Jan-Martin Scharf

### Trama
Un bambino autistico viene trovato in autostrada. Ben e Semir devono riaccompagnarlo a casa, ma giunti all'appartamento trovano la madre agonizzante e due aggressori in fuga.
- Altri interpreti: Aaron Tristan Hildebrandt (Kevin Bergmann), ? (Felix), ? (madre di Felix)
- Ascolti Italia: telespettatori 2.627.000 – share 11,31%[4]

## Il complotto
- Titolo originale: Das Komplott
- Diretto da: Holger Haase
- Scritto da: Ralf Ruland

### Trama
Ben assiste ad un omicidio nel palazzo di fronte al suo. Corre subito in strada per fermare l'assassino ma durante l'inseguimento rimane ferito un bambino ed è costretto a fermarsi. Sulla scena del crimine però non è rimasta alcuna traccia: nessuno, quindi, crede al suo racconto, tranne il collega.
- Altri interpreti: Florentine Lahme (Anja May), Josef Heynert (Klaus Kuhnert), Cornelius Schwalm (Bauer), Winfried Küppers (Hinrichs), Rainer Laupichler (Horst Richter)
- Ascolti Italia: telespettatori 2.617.000 – share 13,08%[5]

## La mappa del tesoro
- Titolo originale: Die schwarze Madonna
- Diretto da: Holger Haase
- Scritto da: Stefan Dauck

### Trama
Ben è all'università per restituire un libro ad una sua ex ragazza, ma proprio quel giorno viene ucciso il professor Schilling. Insieme a Semir e alla sua amica, Ben riesce a scoprire che oltre al delitto si nasconde il furto di un prezioso documento: una mappa del tesoro che porta ad una leggendaria reliquia.
- Guest star: Isabell Gerschke (Katrin), Peter Kremer (Sebastian Ludwig), Stefan Rudolf (Mark Riedel), Peter Nitzsche (Klaus Haller)
- Ascolti Italia: telespettatori 5.363.000 – share 17,08

## Dall'inferno al paradiso
- Titolo originale: Himmelfahrtskommando
- Diretto da: Jan-Martin Scharf
- Scritto da: Stefan Dauck

### Trama
In un hotel di lusso, due criminali rubano un'ingente somma di denaro a due facoltosi giocatori di poker. Fuggendo, i rapinatori provocano un incidente e sul posto accorrono Semir e Ben. Accade però il peggio: uno dei due riesce a fuggire, portando con sé il denaro, mentre l'altro, preso dal panico inizia a sparare contro la polizia.
- Guest star: Markus Meyer (Johannes Helmer), Denis Petkovic (Thomas Jakobs), Markus Scheumann (Marcus Lahn), Melanie Blocksdorf (Judith Warnke)
- Ascolti Italia: telespettatori 9.559.000 – share 19,89